# Mapania bancana
Mapania bancana är en halvgräsart som först beskrevs av Friedrich Anton Wilhelm Miquel, och fick sitt nu gällande namn av Tetsuo Michael Koyama. Mapania bancana ingår i släktet Mapania och familjen halvgräs. Inga underarter finns listade i Catalogue of Life.